# Tomodon dorsatum
Espèce
Synonymes
- Tomodon dorsatum Duméril, Bibron & Duméril, 1854
- Opisthoplus degener Peters, 1883
- Tomodon degener (Peters, 1883)
- Aproterodon clementei Vanzolini, 1947

Tomodon dorsatus  est une espèce de serpents de la famille des Dipsadidae.

## Répartition
Cette espèce se rencontre :
- au Brésil dans l’État de Rio Grande do Sul ;
- au Paraguay ;
- en Uruguay ;
- en Argentine dans la province de Misiones ;
- en Guyane.

## Description

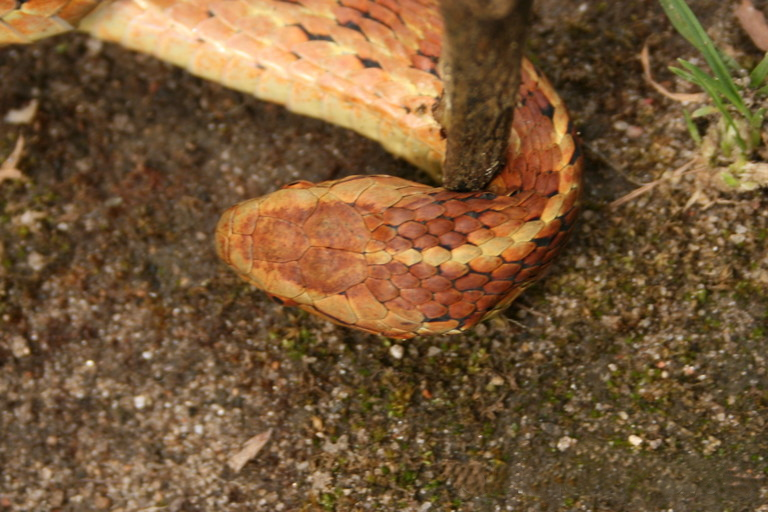
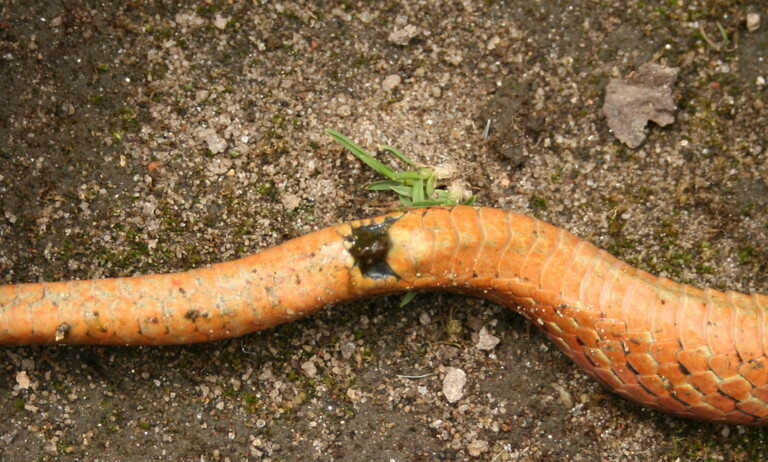
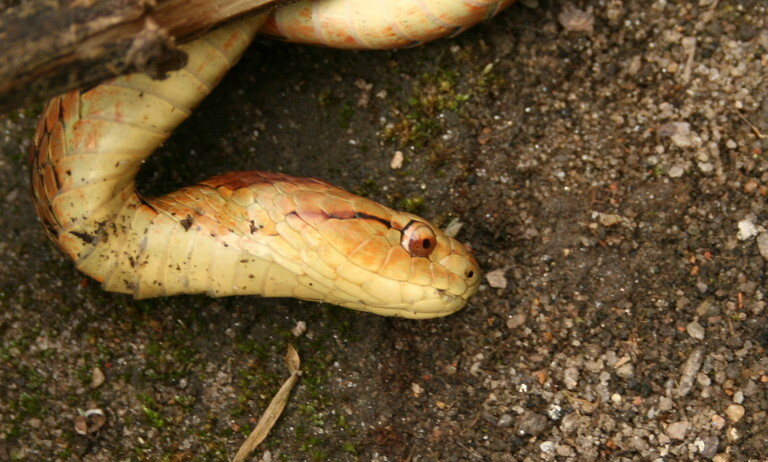

C'est un serpent vivipare.

## Publication originale
- Duméril, Bibron & Duméril, 1854 : Erpétologie générale ou histoire naturelle complète des reptiles. Tome septième. Deuxième partie, p. 781-1536 (texte intégral).